# Chaetophyllopsis whiteleggei
Chaetophyllopsis whiteleggei är en bladmossart som först beskrevs av Carrington et Pearson, och fick sitt nu gällande namn av Rudolf Mathias Schuster och Bruce Gordon Hamlin. Chaetophyllopsis whiteleggei ingår i släktet Chaetophyllopsis och familjen Scapaniaceae. Inga underarter finns listade i Catalogue of Life.